# Mihály Deák-Bárdos
Mihály Deák-Bárdos (ur. 30 stycznia 1975) – węgierski zapaśnik walczący w stylu klasycznym. Czterokrotny olimpijczyk. Jedenasty w Sydney 2000, dziesiąty w Atenach 2004, siódmy w Pekinie 2008 i jedenasty w Londynie 2012 (kategoria 120 kg). Walczył w kategorii 120 – 130 kg.
Pięciokrotny wicemistrz świata w latach 1997 - 2005. Zdobył sześć medali na mistrzostwach Europy w latach 2000 - 2011. Pierwszy w Pucharze świata w 2008; trzeci w 2006; piąty w 2009 i siódmy w 2010 roku.
Dwunastokrotny mistrz Węgier w latach: 1998 - 2003, 2005, 2008 - 2011 i 2013 i dwukrotny w stylu wolnym, w 2003 i 2004
- Turniej w Sydney 2000

Pokonał Bułgara Sergheia Mureico i przegrał z Rosjaninem Aleksandrem Karielinem.
- Turniej w Atenach 2004

Pokonał Juhę Ahokasa z Finlandii, a przegrał z Sadżdżadem Barzim z Iranu.
- Turniej w Pekinie 2008

Wygrał z Kanadyjczykiem Ari Taubem i przegrał z Yannickiem Szczepaniakiem z Francji.
- Turniej w Londynie 2012

Wygrał z Liu Deli Chin, a przegrał z Johanem Eurénem ze Szwecji.